# Niesslia subiculosa
Niesslia subiculosa är en lavart som beskrevs av Syd. 1940. Niesslia subiculosa ingår i släktet Niesslia och familjen Niessliaceae.   Inga underarter finns listade i Catalogue of Life.